# بورلامار
بورلامار هي أكبر مدينة في جزيرة مارغريتا، ولاية نويفا إسبارتا، فنزويلا.في 2011 بلغ عدد سكان المدينة 144،830 نسمة.